# Mikołaj Łogosz
Mikołaj Łogosz (ur. 14 kwietnia 1937, zm. 18 czerwca 2008) – polski działacz samorządowy i partyjny, przedsiębiorca, w latach 1988–1990 prezydent Chełma.

## Życiorys
Syn Władysława i Adeli z domu Archipcewskiej. W 1957 został absolwentem technikum mechanicznego w Chełmie. W trakcie nauki szkolnej od 1953 do 1957 grał jako bramkarz w drużynie piłkarskiej „Zryw” Chełm, zajmował się także biegami i pływaniem. W latach 1957–1964 grał w KS Chełmianka Chełm, następnie był trenerem bramkarzy w tym klubie. Później ukończył studia magisterskie. Od 1960 pracował w PKS Chełm, następnie w Miejskim Przedsiębiorstwie Gospodarki Komunalnej w Chełmie, gdzie w 1975 został dyrektorem. Następnie był prezesem Usługowej Spółdzielni Pracy w Chełmie.
Został członkiem Ochotniczej Rezerwy Milicji Obywatelskiej. Działacz Polskiej Zjednoczonej Partii Robotniczej, w 1984 wszedł w skład Komitetu Wojewódzkiego PZPR w Chełmie. W 1988 objął stanowisko prezydenta Chełma, zajmował je do 1990, kiedy zastąpił go Jerzy Frydlewicz. Następnie przeszedł na emeryturę i zajął się prowadzeniem indywidualnej działalności gospodarczej, a także wspieraniem lokalnego sportu.
Został pochowany na cmentarzu komunalnym przy ul. Mościckiego w Chełmie.